# Solčava
Solčava je razpotegnjeno predalpsko naselje vaškega značaja, z gručastim jedrom v ozki in globoki dolini reke Savinje, v Zgornji Savinjski dolini, sedež istoimenske občine in župnije.

## Opis
Naselje se razteza od soteske pred Logarsko dolino do sotočja reke Savinje s potokom Klobašo. Nad Solčavo se dviga gora Raduha (2062 m). Vas je središče obsežnega gozdarsko-kmetijskega zaledja s samotnimi kmetijami.

## Zgodovina
Območje Solčave je bilo poseljeno že v prazgodovini, o čemer pričajo najdbe na gori Olševi (1849 m) in v znani jami Potočki zijalki, kjer je bival ledenodobni človek Homo sapiens fosilis. Med najdenimi predmeti je posebno zanimiva igla, katere starost ocenjujejo na blizu 35.000 let. Prva poselitev teh nekdanjih ledeniških dolin se je pričela vsaj v 12. stoletju in sicer s koroške strani.
Solčava se v pisnih virih prvič omenja leta 1241 kot silva Sulzpach (Žolcpah - po nemškem Salzbach). V urbarju Gornjegrajskega benediktinskega samostana iz leta 1426 se omenja kot sedež lokalnega urada, ki je obsegal celotno Solčavsko. Kot fevdniki oglejskih patriarhov so bili kasnejši lastniki Solčave Celjski grofje in po letu 1456 Habsburžani. Ko je bil leta 1473 Gornjegrajski samostan ukinjen, je cesar Friderik podaril vse samostanske posesti, vključno s Solčavo, novoustanovljeni Ljubljanski škofiji.
Vas je bila nekoč z okolico vred, do zgraditve ceste iz Luč leta 1864, geografsko in ekonomsko navezana zgolj na Koroško. Solčava je bila med drugo svetovno vojno, leta 1944, razen cerkve z župniščem in nekaj kašč, v celoti požgana. Požgane so bile tudi mnoge samotne kmetije v okolici.

## Znamenitosti
Zanimiva arhitekturna posebnost je župnijska cerkev Marije Snežne, zgrajena v gotskem slogu med letoma 1461 in 1685, zvonik je iz leta 1710. V njej sta znani gotski kip Marije z detetom iz 13. stoletja in baročni križev pot.
Pri obnovljeni Hribarjevi domačiji nad dolino raste Solčavska tisa, drugo največje tovrstno drevo v Sloveniji.

## Cestne povezave
Prva cesta do Solčave je bila iz Luč zgrajena leta 1864, pred tem je bil dostop možen samo peš ali ob nizkem vodostaju s prečkanji reke Savinje.
Cestni dostop do Solčave je iz širše Slovenije urejen po regionalni cesti preko Luč, iz Avstrijske Koroške preko Pavličevega sedla iz Bele (Vellach) ter po panoramski cesti pod Olševo iz Črne na Koroškem.